# Takasaki, Gunma
Takasaki (高崎市 Takasaki-shi) là thành phố thuộc tỉnh Gunma, Nhật Bản. Tính đến ngày 1 tháng 10 năm 2020, dân số ước tính thành phố là 372.973 người và mật độ dân số là 810 người/km2. Tổng diện tích thành phố là 459,2 km2.

## Địa lý

### Đô thị lân cận
- Gunma
  - Maebashi
  - Annaka
  - Fujioka
  - Kanra
  - Shibukawa
  - Shintō
  - Tamamura
  - Naganohara
  - Higashiagatsuma
- Nagano
  - Karuizawa
- Saitama
  - Kamisato

### Khí hậu
| Dữ liệu khí hậu của Kamisatomi, Takasaki, Gunma | Dữ liệu khí hậu của Kamisatomi, Takasaki, Gunma | Dữ liệu khí hậu của Kamisatomi, Takasaki, Gunma | Dữ liệu khí hậu của Kamisatomi, Takasaki, Gunma | Dữ liệu khí hậu của Kamisatomi, Takasaki, Gunma | Dữ liệu khí hậu của Kamisatomi, Takasaki, Gunma | Dữ liệu khí hậu của Kamisatomi, Takasaki, Gunma | Dữ liệu khí hậu của Kamisatomi, Takasaki, Gunma | Dữ liệu khí hậu của Kamisatomi, Takasaki, Gunma | Dữ liệu khí hậu của Kamisatomi, Takasaki, Gunma | Dữ liệu khí hậu của Kamisatomi, Takasaki, Gunma | Dữ liệu khí hậu của Kamisatomi, Takasaki, Gunma | Dữ liệu khí hậu của Kamisatomi, Takasaki, Gunma | Dữ liệu khí hậu của Kamisatomi, Takasaki, Gunma |
| Tháng                                           | 1                                               | 2                                               | 3                                               | 4                                               | 5                                               | 6                                               | 7                                               | 8                                               | 9                                               | 10                                              | 11                                              | 12                                              | Năm                                             |
| ----------------------------------------------- | ----------------------------------------------- | ----------------------------------------------- | ----------------------------------------------- | ----------------------------------------------- | ----------------------------------------------- | ----------------------------------------------- | ----------------------------------------------- | ----------------------------------------------- | ----------------------------------------------- | ----------------------------------------------- | ----------------------------------------------- | ----------------------------------------------- | ----------------------------------------------- |
| Cao kỉ lục °C (°F)                              | 20.1 (68.2)                                     | 25.7 (78.3)                                     | 27.9 (82.2)                                     | 32.0 (89.6)                                     | 35.6 (96.1)                                     | 39.0 (102.2)                                    | 40.3 (104.5)                                    | 38.9 (102.0)                                    | 38.8 (101.8)                                    | 32.1 (89.8)                                     | 26.4 (79.5)                                     | 24.0 (75.2)                                     | 40.3 (104.5)                                    |
| Trung bình ngày tối đa °C (°F)                  | 9.3 (48.7)                                      | 10.2 (50.4)                                     | 13.8 (56.8)                                     | 19.2 (66.6)                                     | 24.0 (75.2)                                     | 26.5 (79.7)                                     | 30.0 (86.0)                                     | 31.2 (88.2)                                     | 27.0 (80.6)                                     | 21.7 (71.1)                                     | 16.5 (61.7)                                     | 11.6 (52.9)                                     | 20.1 (68.2)                                     |
| Trung bình ngày °C (°F)                         | 2.6 (36.7)                                      | 3.5 (38.3)                                      | 7.0 (44.6)                                      | 12.6 (54.7)                                     | 17.6 (63.7)                                     | 21.2 (70.2)                                     | 24.9 (76.8)                                     | 25.8 (78.4)                                     | 21.8 (71.2)                                     | 16.0 (60.8)                                     | 10.0 (50.0)                                     | 4.9 (40.8)                                      | 14.0 (57.2)                                     |
| Tối thiểu trung bình ngày °C (°F)               | −2.8 (27.0)                                     | −2.2 (28.0)                                     | 0.9 (33.6)                                      | 6.3 (43.3)                                      | 11.8 (53.2)                                     | 16.7 (62.1)                                     | 20.8 (69.4)                                     | 21.7 (71.1)                                     | 17.9 (64.2)                                     | 11.5 (52.7)                                     | 4.9 (40.8)                                      | −0.4 (31.3)                                     | 8.9 (48.1)                                      |
| Thấp kỉ lục °C (°F)                             | −9.0 (15.8)                                     | −9.3 (15.3)                                     | −7.1 (19.2)                                     | −3.4 (25.9)                                     | 0.9 (33.6)                                      | 6.8 (44.2)                                      | 13.8 (56.8)                                     | 12.9 (55.2)                                     | 7.0 (44.6)                                      | 1.0 (33.8)                                      | −2.9 (26.8)                                     | −7.6 (18.3)                                     | −9.3 (15.3)                                     |
| Lượng Giáng thủy trung bình mm (inches)         | 29.1 (1.15)                                     | 26.8 (1.06)                                     | 61.0 (2.40)                                     | 78.9 (3.11)                                     | 112.2 (4.42)                                    | 173.1 (6.81)                                    | 221.4 (8.72)                                    | 221.6 (8.72)                                    | 214.2 (8.43)                                    | 147.7 (5.81)                                    | 45.4 (1.79)                                     | 23.6 (0.93)                                     | 1.354,9 (53.34)                                 |
| Số ngày giáng thủy trung bình (≥ 1.0 mm)        | 3.5                                             | 4.1                                             | 8.0                                             | 8.8                                             | 10.4                                            | 14.2                                            | 16.0                                            | 14.4                                            | 13.2                                            | 10.1                                            | 5.8                                             | 3.9                                             | 112.4                                           |
| Số giờ nắng trung bình tháng                    | 208.1                                           | 200.3                                           | 207.6                                           | 206.4                                           | 202.7                                           | 140.7                                           | 154.2                                           | 178.3                                           | 137.4                                           | 154.4                                           | 179.4                                           | 193.6                                           | 2.163,1                                         |
| Nguồn 1: Cục Khí tượng Nhật Bản                 |                                                 |                                                 |                                                 |                                                 |                                                 |                                                 |                                                 |                                                 |                                                 |                                                 |                                                 |                                                 |                                                 |
| Nguồn 2: 理科年表                               |                                                 |                                                 |                                                 |                                                 |                                                 |                                                 |                                                 |                                                 |                                                 |                                                 |                                                 |                                                 |                                                 |

## Giao thông

### Đường sắt
JR East – Hokuriku Shinkansen
 JR East – Jōetsu Shinkansen
- Takasaki

 JR East – Tuyến Takasaki, Tuyến Shōnan-Shinjuku, Tuyến Ueno-Tokyo
- Shinmachi -  Kuragano - Takasaki

 JR East – Tuyến Jōetsu
- Takasaki - Takasakitonyamachi - Ino

 JR East – Tuyến Shinetsu chính
- Takasaki -  Kita-Takasaki - Gumma-Yawata

 Jōshin Dentetsu
- Takasaki - Minami-Takasaki - Sanonowatashi - Negoya - Takasaki-Shōka-Daigakumae - Yamana - Nishi-Yamana - Maniwa - Yoshii - Nishi-Yoshii

### Cao tốc/Xa lộ
- Kan-etsu Expressway – Nút giao Takasaki-Tamamura – Nút giao Takasaki – Nút giao Takasaki – Nút giao Maebashi
- Jōshin-etsu Expressway – Nút giao Yoshii
- Kita-Kantō Expressway – Nút giao Takasaki
- Quốc lộ 17
- Quốc lộ 18
- Quốc lộ 254
- Quốc lộ 354
- Quốc lộ 406